# Egernia formosa
Espèce
Egernia formosa est une espèce de sauriens de la famille des Scincidae.

## Répartition
Cette espèce est endémique d'Australie-Occidentale en Australie.

## Description
C'est un saurien vivipare.

## Publication originale
- Fry, 1914 : On a collection of reptiles and batrachians from Western Australia. Records of Western Australian Museum, vol. 1, p. 174-210.